# Ariosto Teixeira
Ariosto Teixeira (1953 - Brasília, 23 de janeiro de 2010) foi um jornalista, poeta e escritor brasileiro. Morreu devido a complicações de hepatite C.